# Røros landsogn
Røros landsogn (Røros landsocken) var en kommun i Sør-Trøndelag fylke i Norge. Kommunen omfattade den södra delen av nuvarande Røros kommun och gränsade till Jämtlands län i Sverige i öster samt Hedmark fylke i söder. Staden Røros utgjorde kommunens centralort men ingick inte i kommunen.

## Administrativ historik
Røros landsogn upprättades 1926 genom utbrytning ur Røros kommun. Kommunen hade 701 invånare vid upprättandet.
Den 1 januari 1964 gick kommunen åter upp i Røros kommun. Kommunens hade då 482 invånare.